# 豪登列車

豪登列車路線圖。条纹部分为地下路段。

豪登列車，是一條位於南非豪登省，全長80公里的通勤鐵路系統，連接約翰內斯堡、比勒陀利亞、艾古萊尼和奧利弗·坦博國際機場。豪登列車是南非首條區域軌道交通系統，於2010年6月8日世界盃足球賽前夕首段開通營運，時速達160公里。其建立是為了舒緩約翰內斯堡和比勒陀利亞擁擠的交通問題，並為通勤者提供一種替代道路運輸的可行方案，因為約翰內斯堡的公共交通基礎設施有限。2012年6月7日，在羅斯班克和約翰內斯堡公園站之間的最後一段開放，完成全線通車。但由於兩個站之間的隧道滲入了過量的水，導致延誤。

## 豪登省的豪登列車
豪登省政府與當地和國際商業專家建立了夥伴關係，以建立現代化的交通網絡，是非洲最大的公私合作夥伴關係。
該列車預計將使1號國道本·舒曼高速公路上的汽車數量減少20%，每天有10萬人次。
豪登省運輸部獲得環境許可，並為此目的進行環境影響評估。於2004年4月25日授權。2005年12月7日，南非政府批准該項目，預計耗資超過240億蘭特。
2006年2月，財政部長特雷弗·曼紐爾宣布從國庫為豪登列車分配71億蘭特。2006年2月16日，豪登省主席姆布吉馬·希拉瓦宣布豪登省與首選投標人邦貝拉財團達成商業關係，並開始進行財務結算的談判。
建設於2006年9月28日開始，投資者、開發商、小企業和企業家沿著豪登列車的鐵路網絡開辦辦公大樓、購物中心、娛樂和住宅開發等新企業。這些地區對土地需求急劇增加，使房地產價格急速上升。
輕石是一家獨立的風險評估公司，其分析了每個車站2至3（1.2至1.9英里）內的住宅交易和重複銷售價格通脹，並將其與豪登省、約翰內斯堡和比勒陀利亞的總體價格通脹進行了比較。在2000年至2007年期間，豪登省涉及車站2（1.2英里）內所有物業的交易比例從3.8%增加到6.0%，而在同一時期內，車站2和3（1.2和1.9英里）範圍內的交易活動仍然存在，在4.0%至5.0%之間，相對較穩定。
預測豪登列車鐵路網絡未來為商業交易、產品和服務新市場帶來60億蘭特效益。可持續性的交通服務和城市復興是豪登列車成功的關鍵。
豪登列車使豪登省的增長和發展戰略中的重要目標進一步實現。其包括在救助黑人政策中對擴大所有權和控制權方面的普遍要求；技能轉讓和優惠採購。還強調賦予婦女、青年和殘疾人權力。

## 歷史
該項目於2000年宣布，之後南非贏得2010年國際足協世界盃的主辦權。
2006年，該省與邦貝拉特許公司財團簽署了一份為期20年的PPP模式合同，其中包括穆雷和羅伯茨控股、授權組織戰略夥伴集團、龐巴迪、布依格以及各少數股東。

### 施工
鐵路系統由邦貝拉財團建造，其為龐巴迪運輸公司、布依格施工公眾公司、穆雷和羅伯茨公司、戰略合作夥伴集團與巴黎大眾運輸公司、J&J集團和南非聯合銀行之間的合作夥伴。其國際合作夥伴擁有50%股份，穆雷和羅伯茨公司與戰略夥伴集團（戰略合作夥伴集團）擁有50%股份，後者是該集團救助黑人政策的一部分。豪登列車的初期工程於2006年5月開始，並於豪登省政府與邦貝拉特許公司簽署特許協議後在2006年9月28日開始施工。
該項目分兩個階段，並且同時建設。第一階段涉及奧利弗·坦博國際機場、桑頓和米德蘭之間的部分，其餘部分則為第二階段。第一階段的建設計劃為期45個月，第二期則為54個月，並分別於2010年和2011年完工。
該協議規定為豪登列車提供1.5億蘭特作為誘因，以使得其能夠趕及在2010年世界盃之前開放。然而，豪登列車不是為世界盃而建的－在之前已經有此構思。
然而，邦貝拉特許經營商在2009年11月提出一項新而且更便宜的計劃，用於奧利弗·坦博國際機場和桑頓之間的路線，以使得其能夠趕及2010年世界盃。

施工
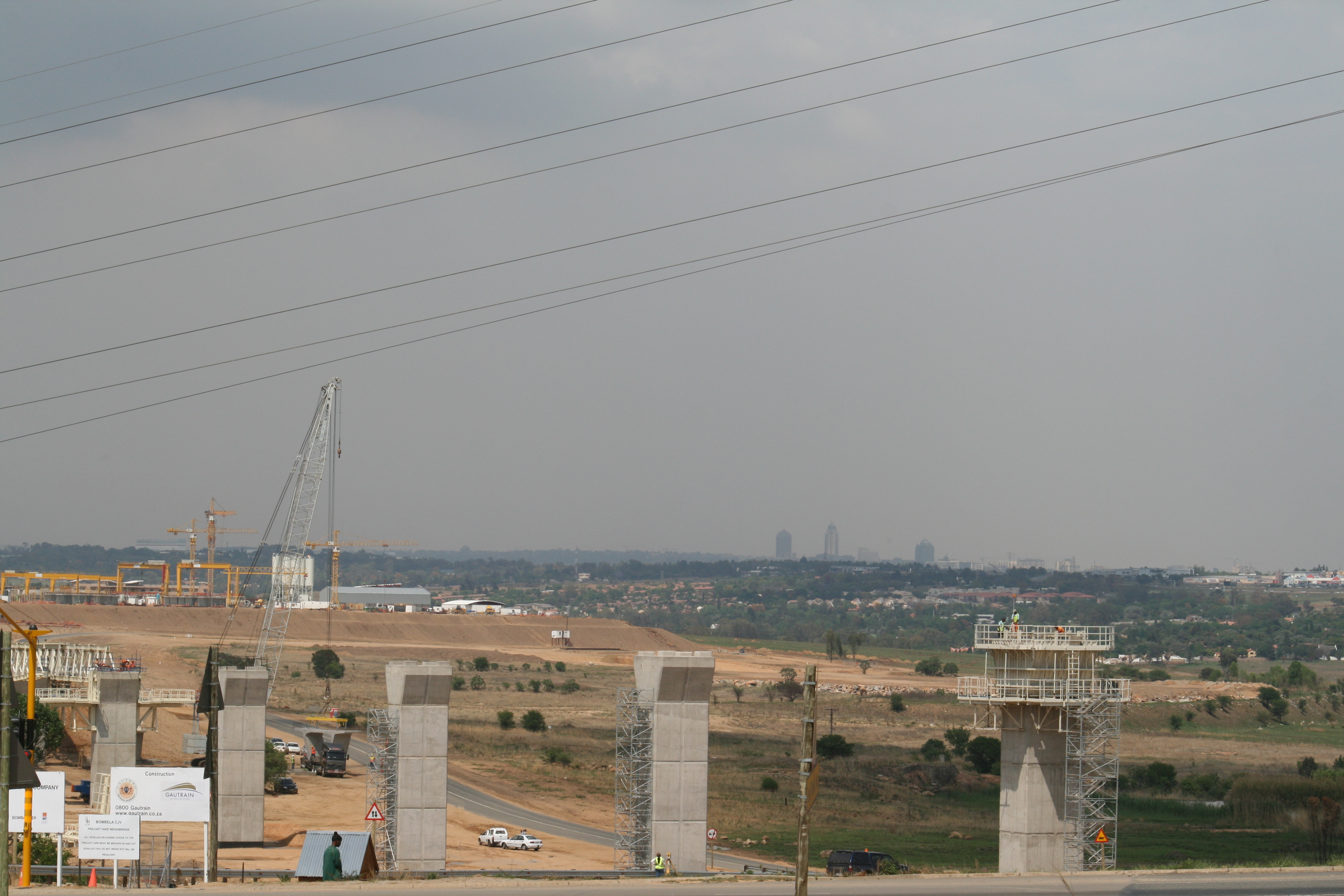
在米德蘭的高架橋支撐樁－2007年11月
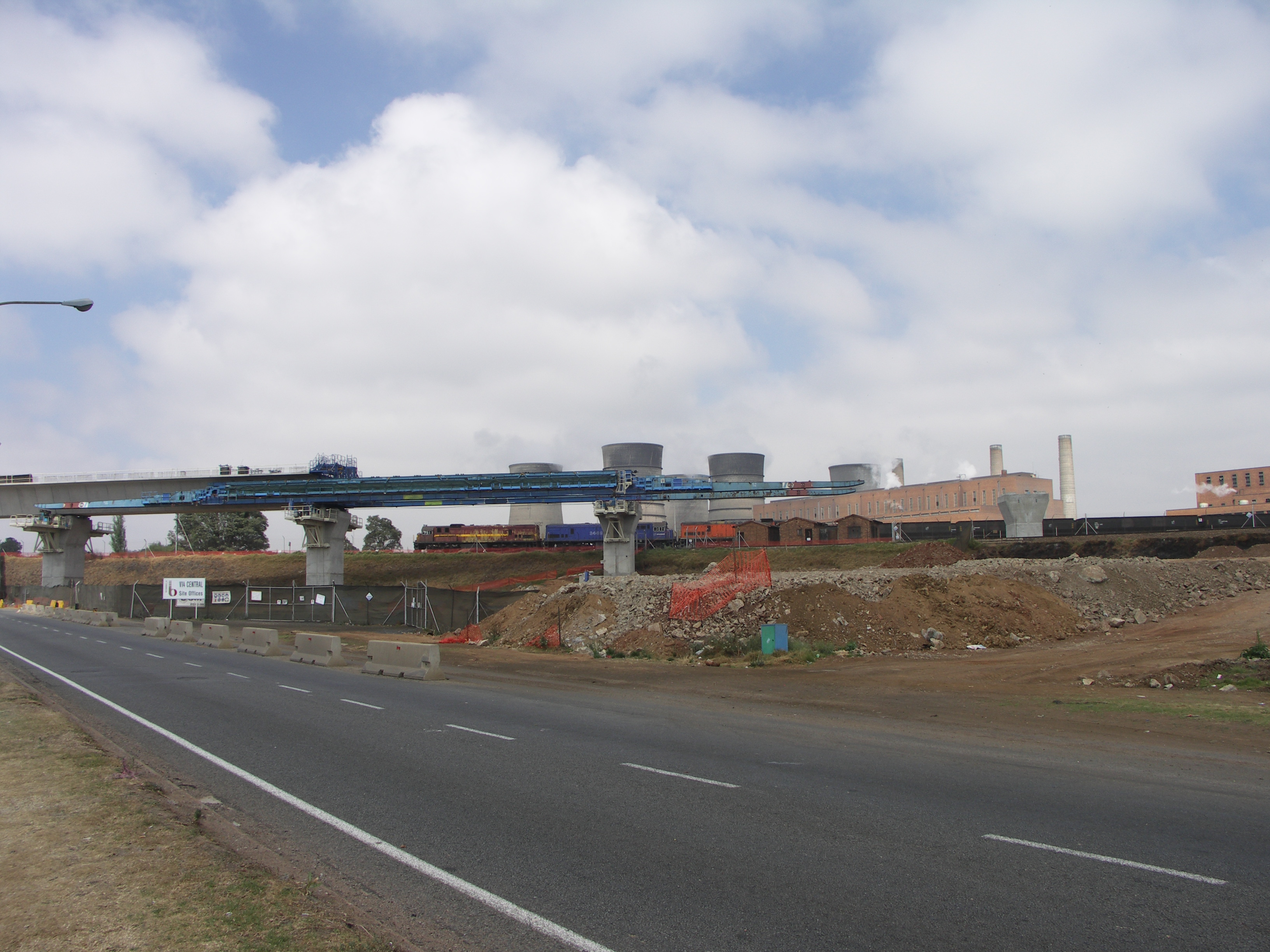
在斯巴達的高架橋－2008年9月
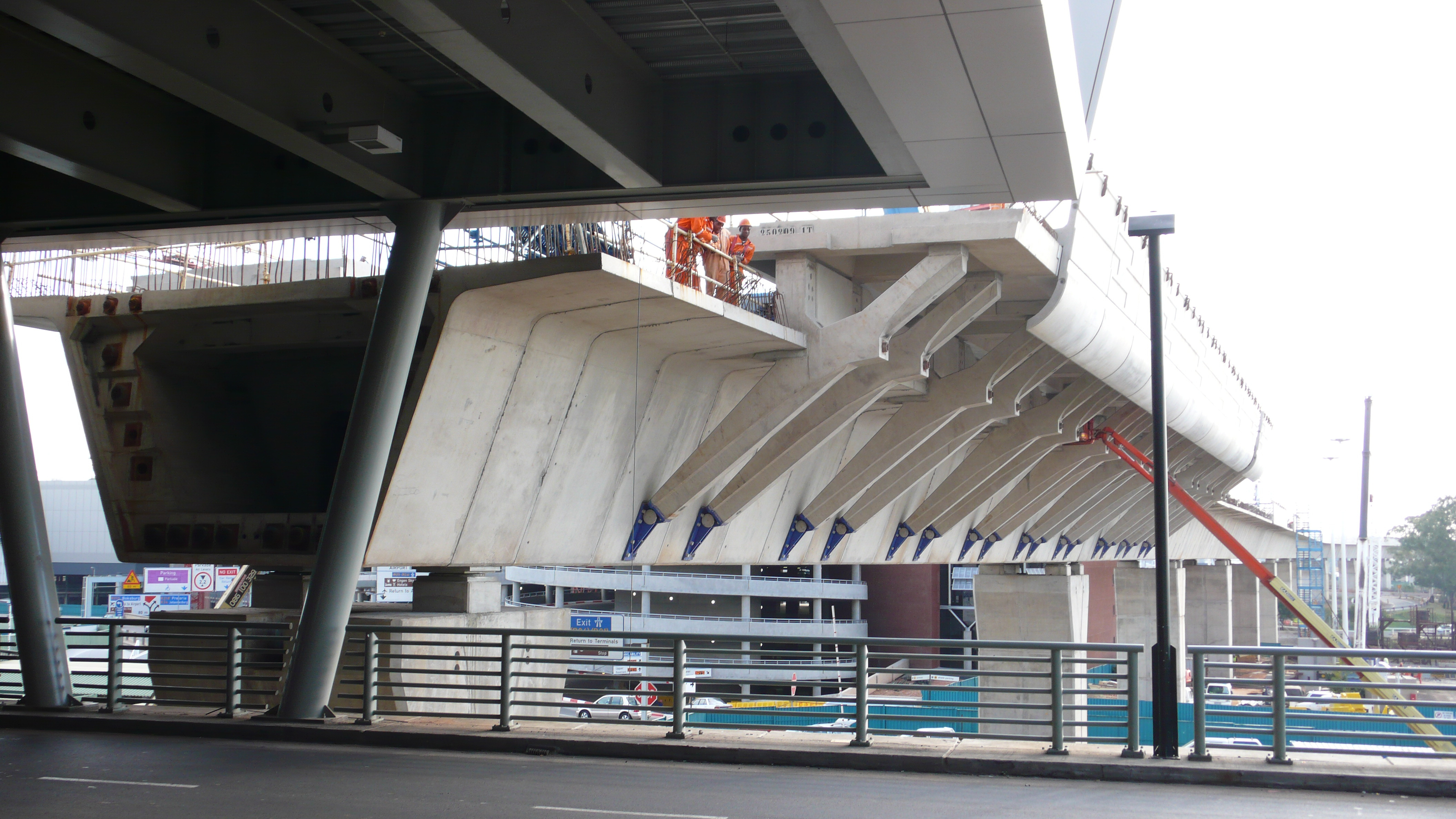
在奧利弗·坦博國際機場的高架橋－2009年4月
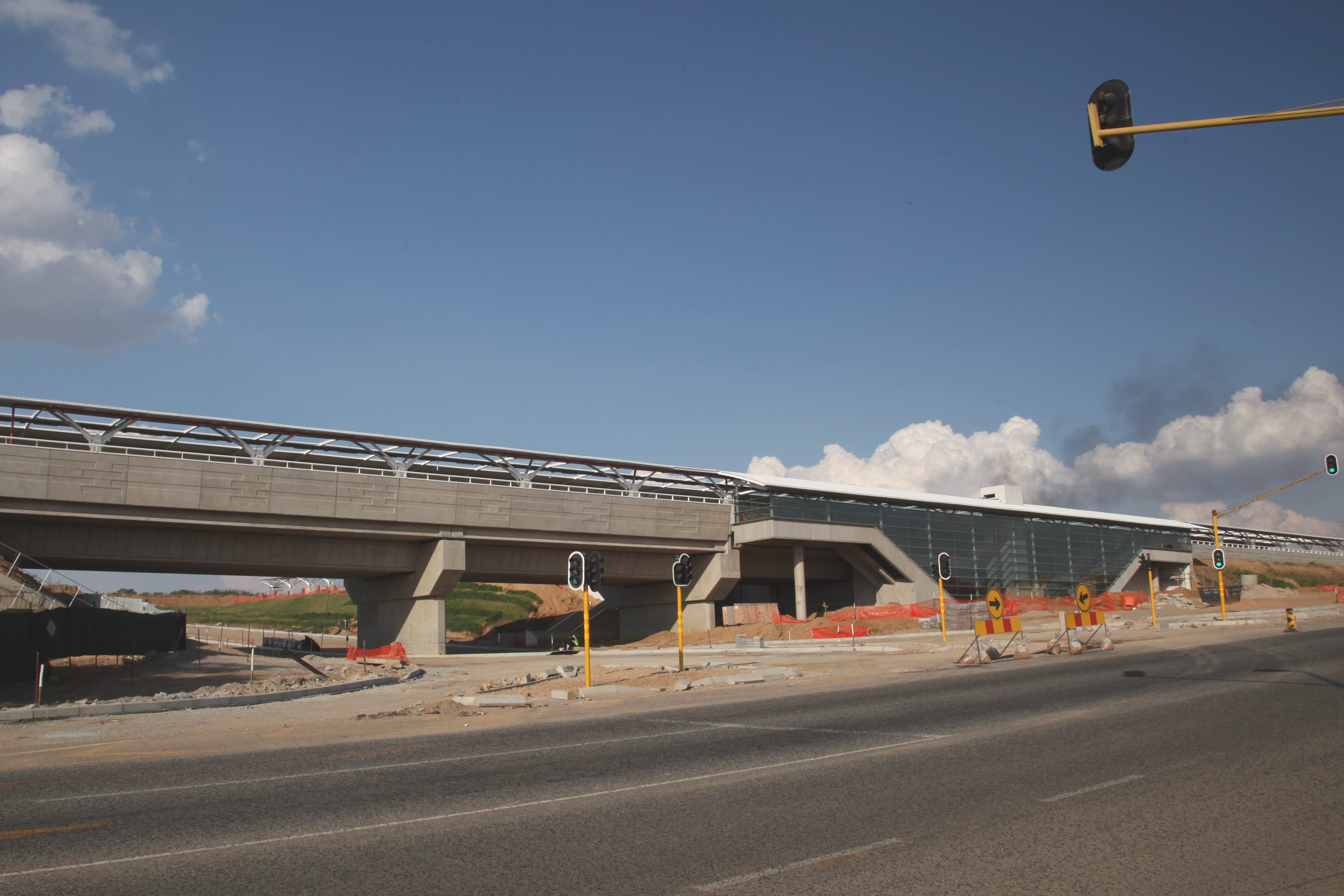
2010年5月，建設中的米德蘭站

#### 施工技術
截至2008年5月底，近三分之一的隧道工程已完工，並已於2009年9月11日完成隧道挖掘。
混合面土壓平衡盾構隧道掘進機是由海瑞克在德國設計和建造的，專門用於應對複雜的地下條件，為南非第一台此類機器。該隧道掘進機名為“岩石”（Imbokodo），在向前移動時，其後面會安裝預製混凝土隧道襯砌段。其為6.8（22英尺4英寸）直徑的隧道留下防水和光滑的襯裡。

### 開通客流

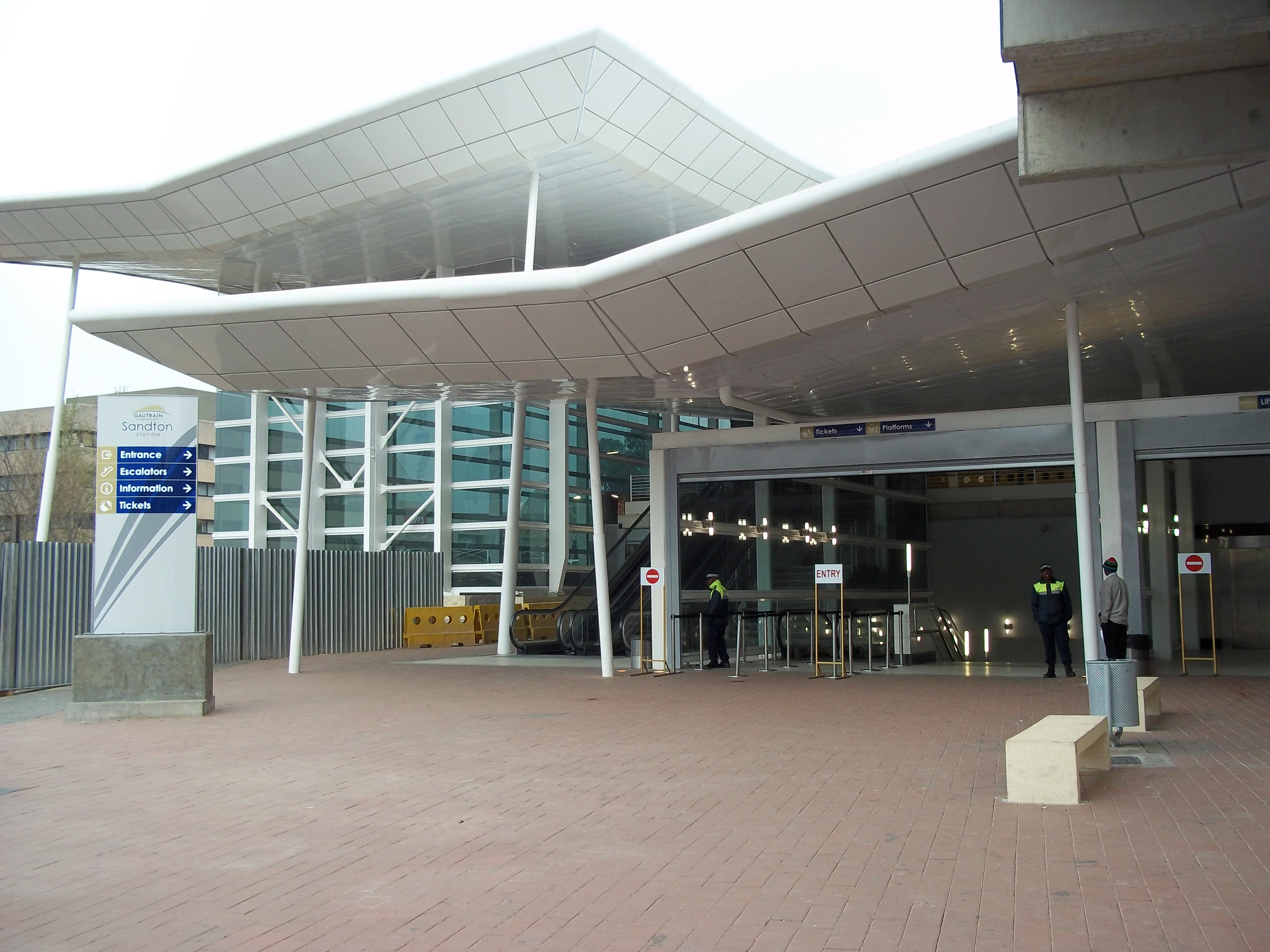
2010年8月，豪登列車的桑頓站。

第一次公開的乘客行程於2009年2月3日由150人在車廠的3（2英里）測試軌道上進行。
2010年6月8日，該系統在桑頓和奧利弗·坦博國際機場之間的第一部分向公眾開放，趕及2010年世界盃。從羅斯班克到比勒陀利亞和哈特菲爾德的路線於2011年8月2日開始運營，而羅斯班克南部至約翰內斯堡公園站的剩餘路段則於2012年6月7日開通，原因是鐵路的隧道部分滲入了高於預期的地下水。

## 規格
路線總長度－80（50英里）（包括15（9.3英里）地下路段）

非高峰班次－每20分鐘1班

高峰班次－每10分鐘1班

### 軌道
雖然南非的國家鐵路網使用1,067毫米（3英尺6英寸）的窄軌，但豪登列車採用了1,435毫米（4英尺8+1⁄2英寸）國際標準軌距來興建。根據豪登列車的規劃和實施研究，這樣做有幾個原因，包括更寬的儀軌道對乘客來說更安全，而更寬的車廂對乘客來說則更舒適。與窄軌規格車輛相比，其車輛速度更快，維護起來亦更容易及便宜，因為其相較窄軌更能承受軌道上的缺陷。1,435毫米的軌距允許豪登列車以160每小時（99英里每小時）速度行駛。架空電纜的電壓為25kV交流電，是許多國家的標準配置。

## 外部連結
- Official Gautrain Website（页面存档备份，存于）
- Gautrain Environmental Impact Assessment
- Gautrain Variant EIA investigations 2005/6
- Gautrain from dream to reality, Railway Gazette International, 8 July 2008, by Jack van der Merwe (Gautrain CEO)
- Official Bombardier website（页面存档备份，存于）